# Жаиба
Жаиба (порт. Jaíba) — муниципалитет в Бразилии, входит в штат Минас-Жерайс. Составная часть мезорегиона Север штата Минас-Жерайс. Входит в экономико-статистический микрорегион Жанауба. Население составляет 34 233 человека на 2006 год. Занимает площадь 2740,276 км². Плотность населения — 12,5 чел./км².

## История
Город основан 27 апреля 1992 года. 

## Статистика
- Валовой внутренний продукт на 2003 год составляет 94 901 960,00 реалов (данные: Бразильский институт географии и статистики).
- Валовой внутренний продукт на душу населения на 2003 год составляет 3056,62 реалов (данные: Бразильский институт географии и статистики).
- Индекс развития человеческого потенциала на 2000 год составляет 0,652 (данные: Программа развития ООН).